# Lachlan Kennedy
Lachlan Kennedy (Londres, Reino Unido, 4 de noviembre de 2003) es un deportista australiano que compite en atletismo, especialista en las carreras de velocidad.
Ganó una medalla de plata en el Campeonato Mundial de Atletismo en Pista Cubierta de 2025, en la prueba de 60 m.
Estudió el grado en Ingeniería y Diseño en la Universidad de Queensland.

## Palmarés internacional
| Campeonato Mundial en Pista Cubierta | Campeonato Mundial en Pista Cubierta | Campeonato Mundial en Pista Cubierta | Campeonato Mundial en Pista Cubierta |
| Año                                  | Lugar                                | Medalla                              | Prueba                               |
| ------------------------------------ | ------------------------------------ | ------------------------------------ | ------------------------------------ |
| 2025                                 | Nankín (China)                       | Medalla de plata                     | 60 m                                 |